# Čeněk Charous
Čeněk Charous (9. dubna 1899, Mladá Vožice – 20. listopadu 1955, Praha), vlastním jménem Vincent Charous, byl český učitel a spisovatel, autor řady dobrodružných a vědeckofantastických knih pro mládež.

## Životopis
Jeho otec Vincenc byl soudním zapisovatelem a se svou ženou Marií měli ještě staršího syna Jaromíra (diplomat v Bulharsku, Itálii a Německu, později na MVZ ve službách Františka Chvalkovského). Čeněk, tak jako jeho starší bratr, odešel po ukončeni ZŠ do Prahy, kde roku 1917 maturoval na učitelském ústavu. Následně učil do roku 1927 na několika obecných školách (Psáře, Tehov u Říčan, Koloděje) a do roku 1931 na měšťanských školách v Uhříněvsi a v Běchovicích. Pak působil v Praze, nejprve v Podolí a od roku 1932 na chlapecké škole Na pražačce. Je autorem řady dobrodružných, didaktických románů pro mládež, knih se sportovní a brannou tematikou a publikací o zvířatech. Po válce napsal společně s Rudolfem Fauknerem pod pseudonymem R. V. Fauchar několik vědeckofantastických románů, čímž se stal jedním z prvních českých autorů sci-fi. Jeho manželkou byla od roku 1921 Marie Charousová-Gardavská, rovněž spisovatelka. Jeho syn, PhDr. Jaromír Charous (1921–2005) byl archivář Ústředního archivu Ministerstva vnitra, resp. Státního ústředního archivu v Praze v letech 1949-1960 a Archivní správy MV v letech 1961-1985. Jeho vnuk (syn Jaromíra Charouse), Vít Charous (1954 – 2021) byl český historik a archivář českého dokumentárního filmu a České televize.

### Samostatné práce
- Malečkův kamarád (1935), společně s Marií Charousovou-Gardavskou, sportovní románek ze života chlapců.
- Učme se létat (1937), knížka o letadlech a letcích.
- Chlapci za volantem (1937).
- Honba za Mauriciem (1937), chlapecký román.
- Žižkovský klub nerozlučných (1938), chlapecký román.
- Ze života zvířat v Pražské zoo (1938), povídký o zvířatech v přírodě i v zoologické zahradě s barevnými i černobílými fotografiemi Václava Jana Staňka.
- Braňme svou vlast (1938), poučení o civilní protiletecké obraně.
- Armáda-stráž republiky (1938).
- Neznámý hrdina (1939).
- Přijme se mravný hoch (1940), román pro chlapce i dívky.
- Od startu k cíli po rovině i přes překážky (1947), chlapecký román.
- Lovecká dobrodružství z celého světa (1947), sbírka povídek s ilustracemi Zdeňka Buriana.
- Svět našich zvířat (1948), s fotografiemi Václava Jana Staňka.
- Spiklenci zlomeného meče (1948), dobrodružství malých chlapců.

### Pod pseudonymem R. V. Fauchar
Jedná se o jedny z prvních českých vědeckofantastických románů. Vyznačují se však přemírou do děje neústrojně zařazovaných technických detailů, nepravděpodobností zápletek, absencí psychologie hrdinů a vírou v komunistickou budoucnost lidstva.
- Himálajský tunel (1946), román o pokusu sovětského poručíka Bogutina provrtat skrz Himálaje tunel pro železniční trať, přičemž budovatelé musí bojovat s reakčními i fašistickými skupinami.
- Narovnaná zeměkoule (1946), román o snaze narovnat zemskou osu pomocí řízených atomových výbuchů, což by mělo způsobit na Zemi příznivější podnebí.
- Záhada roku 2345 (1946), nová verze Fauknerova románu Gill Fox o hledání geniálního zločince Gilla Foxe, posazený do severní Afriky budoucnosti.
- Kdo byl Sattrech? (1947), spíše detektivní román pojednávající o pašování plánů ruského vynálezu atomové bomby.
- Ural-uran 235 (1947), román o výzkumech mírového využití atomové energie, které probíhají na Urale a které jsou narušovány západními špiony.

### Odborné práce
- Diktáty pro školy I. a II. stupně (1945), společně s Marií Charousovou-Gardavskou.
- Český pravopis (1956), mluvnická a pravopisná cvičení.